# Neverwinter

Neverwinter – otoczone murem duże miasto elfów i półelfów liczące 23 192 mieszkańców na północy Wybrzeża Mieczy w fikcyjnym świecie Forgotten Realms.
Neverwinter zwykle określa się jako kulturalne, lecz nie aroganckie, ruchliwe, choć pozbawione chciwości, czarujące, a przy tym nie staromodne. Miasto słynie przede wszystkim z mistrzów rzemieślników wyrabiających lampy z wielokolorowego szkła, precyzyjne zegary wodne i wymyślną biżuterię. Sławę zawdzięcza również ogrodom, które podgrzewają nienaturalnie ciepłe wody rzeki Neverwinter. Latem z ogrodów na targi trafiają owoce, zaś zimą ich kwiaty ożywiają panoramę miasta. Neverwinter posiada także architektoniczne cuda - trzy mosty: Delfin, Skrzydlaty Wywern i Śpiący Smok - które wyrzeźbiono na podobieństwo stworzeń występujących w ich nazwie.
Neverwinter i jego władca, lord Nasher Alagondar, niemal zawsze stoją po stronie Waterdeep, kiedy dochodzi do konfliktów z Luskan bądź orkami. 
Miasto to jest centrum wydarzeń w serii gier Neverwinter Nights.